# Neastacilla tritaeniata
Neastacilla tritaeniata là một loài chân đều trong họ Arcturidae. Loài này được Richardson miêu tả khoa học năm 1909.